# Prescott (Iowa)
Prescott es una ciudad ubicada en el condado de Adams en el estado estadounidense de Iowa. En el Censo de 2010 tenía una población de 257 habitantes y una densidad poblacional de 248,07 personas por km².

## Geografía
Prescott se encuentra ubicada en las coordenadas 41°1′26″N 94°36′47″O / 41.02389, -94.61306. Según la Oficina del Censo de los Estados Unidos, Prescott tiene una superficie total de 1.04 km², de la cual 1.04 km² corresponden a tierra firme y (0%) 0 km² es agua.

## Demografía
Según el censo de 2010, había 257 personas residiendo en Prescott. La densidad de población era de 248,07 hab./km². De los 257 habitantes, Prescott estaba compuesto por el 98.83% blancos, el 0% eran afroamericanos, el 0.78% eran amerindios, el 0.39% eran asiáticos, el 0% eran isleños del Pacífico, el 0% eran de otras razas y el 0% pertenecían a dos o más razas. Del total de la población el 0% eran hispanos o latinos de cualquier raza.